# Les Enquêtes d'Érica
Les Enquêtes d'Érica (Fjällbackamorden) est une série télévisée suédoise en six épisodes de 90 minutes créée d'après les romans de Camilla Läckberg et diffusée entre le 26 décembre 2012 et le 20 novembre 2013 sur le réseau SVT1.
En France, la série est diffusée depuis le 22 septembre 2013 sur France 3. Elle reste inédite dans les autres pays francophones.

## Synopsis
Cette série met en scène Erica Falck, une femme écrivain à succès, habitant la charmante bourgade de Fjällbacka, sur la côte ouest de la Suède. Mariée à Patrick Hedström, inspecteur de police, elle joue les enquêtrices à ses heures perdues.

## Distribution
- Claudia Galli (VF : Marie Diot) : Erica
- Richard Ulfsäter (VF : Valentin Merlet) : Patrik
- Pamela Cortes Bruna (sv) : Paula
- Lennart Jähkel (sv) : Mellberg
- Ann Westin (sv) : Annika
- Lukas & Simon Brodén : Anton & Noel
- Ellen Stenman Göransson : Maja
- Inga Landgré : Britta Johansson

 Source et légende : version française (VF) sur RS Doublage

## Épisodes
1. La mer donne, la mer reprend (Havet ger, Havet tar)
2. Plongée dangereuse (Strandridaren)
3. Le Vrai du faux (I betraktarens öga)
4. La Reine de la lumière (Ljusets drottning)
5. L'Enfant allemand (Tyskungen)[2]
6. Retrouvailles (Vänner för livet)